# Почетно звание „Заслужил“
Почетно звание „Заслужил“ е четвъртото по старшинство почетно звание в наградната система на Народна република България.

## Статут
Учредено е с указ № 960 от Президиума на VI велико народно събрание на 15 юни 1948 г. Правно е регламентирано с указ на Държавния съвет № 1094 за духовното стимулиране в НРБ (1974), с правилник за прилагане на указа (1975) и с отделен статут. Първоначално се присъжда от Президиума на Народното събрание, а след 1971 г. званието се присъжда от Държавния съвет на НРБ на български граждани. С почетното звание „Заслужил“ се удостояват лица „от всички отрасли на народното стопанство, науката, образованието, техниката, изкуството, културата, здравеопазването и летци от военно въздушните сили за значителен принос и за тяхната дългогодишна и предана служба“.
Удостоените със званието „Заслужил“ получават грамота от Държавния съвет на НРБ, знака на званието и добавка към месечната заплата или пенсия. Дейците на науката, изкуството, културата и просветата се удостояват със званието „Заслужил“ в чест на 24 май, а останалите категории – в чест на 1 май или в деня на професионалните им празници. С указ № 3520 на Държавния съвет на НРБ от 30 декември 1987 г. двете почетни звания „Заслужил“ и „Народен“ са отменени. Лауреати на почетното звание „Заслужил“ стават 4753 души.

## Категории
Обособени са общо 49 разновидности на почетното звание „Заслужил“:
- Заслужил артист: 855 наградени
- Заслужил учител: 768 наградени
- Заслужил деятел на културата: 619 наградени
- Заслужил деятел на науката: 380 наградени
- Заслужил лекар: 350 наградени
- Заслужил миньор: 260 наградени
- Заслужил художник: 224 наградени
- Заслужил деятел на техниката: 196 наградени
- Заслужил деятел на селското стопанство: 117 наградени
- Заслужил архитект: 98 наградени
- Заслужил строител: 75 наградени
- Заслужил деятел на транспорта: 54 наградени
- Заслужил машиностроител: 49 наградени
- Заслужил лесовъд: 48 наградени
- Заслужил деятел на търговията: 44 наградени
- Заслужил юрист: 44 наградени
- Заслужил енергетик: 42 наградени
- Заслужил летец: 40 наградени (28-ВВС, 10-Гражданска авиация, 2-Летец-космонавт)
- Заслужил деятел на кооперативното движение: 35 наградени
- Заслужил деятел на хранителната промишленост: 31 наградени
- Заслужил деятел на леката промишленост: 31 наградени
- Заслужил деятел на образованието: 30 наградени
- Заслужил химик: 30 наградени
- Заслужила медицинска сестра: 28 наградени
- Заслужил деятел на изкуството: 28 наградени
- Заслужил деятел на народното изкуство: 2 наградени
- Заслужил деятел на съобщенията: 26 наградени
- Заслужил металург: 26 наградени
- Заслужил икономист: 25 наградени
- Заслужил фармацевт: 20 наградени
- Заслужил майстор на художествените занаяти: 18 наградени
- Заслужила акушерка: 17 наградени
- Заслужил деятел на общественото хранене: 16 наградени
- Заслужил деятел за опазване на околната среда: 14 наградени
- Заслужил стоматолог: 12 наградени
- Заслужил деятел на материално-техническото снабдяване: 11 наградени
- Заслужил деятел на дървообработването: 11 наградени
- Заслужил полиграфист: 11 наградени
- Заслужил летец на гражданската авиация: 10 наградени
- Заслужил деятел на местната промишленост: 10 наградени
- Заслужил геолог: 10 наградени
- Заслужил деятел на стопанския туризъм: 9 наградени
- Заслужил деятел на здравеопазването: 8 наградени
- Заслужил художник-фотограф: 8 наградени
- Заслужил деятел на външната търговия: 6 наградени
- Заслужил деятел на машиностроенето: 3 наградени
- Заслужил железничар: 2 наградени
- Заслужил летец-космонавт: 2 наградени
- Заслужил театрален деятел: 1 наградени
- Заслужил фелдшер: 1 наградени

## Лауреати
- Атанас Бояджиев (Заслужил артист)
- Мила Павлова (Заслужил артист - посмъртно)
- Мария Хлебарова (Заслужил артист)
- Катя Динева (Заслужил артист)
- Пенка Павлова (Заслужил артист)
- Лили Иванова (Заслужил артист)
- Тодор Костов (Заслужил артист)
- Георги Русев (Заслужил артист)
- Ружа Делчева (Заслужил артист)
- Стефан Савов (Заслужил артист)
- Димитър Узунов (Заслужил артист)
- Рангел Вълчанов (Заслужил артист)
- Никола Анастасов (Заслужил артист)
- Панчо Владигеров (Заслужил артист)
- Вълкана Стоянова (Заслужил артист)
- Стоянка Мутафова (Заслужил артист)
- Георги Калоянчев (Заслужил артист)
- Стефан Македонски (Заслужил артист)
- Бисер Киров (Заслужил артист)
- Михаил Белчев (Заслужил артист)
- Олга Борисова (Заслужил артист)
- Валя Балканска (Заслужил артист)
- Илия Аргиров (Заслужил артист)
- Надежда Хвойнева (Заслужил артист)
- Люба Алексиева (Заслужил артист)
- Стоян Дуков (Заслужил артист)
- Надя Топалова (Заслужил артист)
- Меглена Караламбова (Заслужил артист)
- Христина Лютова (Заслужил артист)
- Янка Рупкина (Заслужил артист)
- Павел Матев (Заслужил деятел на културата)
- Крум Василев (Заслужил деятел на културата)
- Камен Калчев (Заслужил деятел на културата)
- Асен Севарски (Заслужил деятел на културата)
- Димитър Осинин (Заслужил деятел на културата)
- Йордан Радичков (Заслужил деятел на културата)
- Александър Геров (Заслужил деятел на културата)
- Саздо Иванов (Заслужил деятел на науката)
- Ангел Балевски (Заслужил деятел на науката)
- Проф. Иван Дуйчев (Заслужил деятел на науката)
- Акад. Димитър Шопов (Заслужил деятел на науката)
- Акад. Ангел Балевски (Заслужил деятел на науката)
- Проф. Димитър Табаков (Заслужил деятел на науката)
- Проф. Георги Брадистилов (Заслужил деятел на науката)
- Акад. Проф. Евгени Матеев (Заслужил деятел на науката)
- Тодор Павлов (Заслужил деятел науката и културата)
- Асен Петров (Заслужил деятел на изкуството)
- Никола Илчев (Заслужил треньор)
- Стефан Савов (Заслужил художник)
- Димитър Киров (Заслужил художник)
- Крум Дерменджиев (Заслужил художник)
- Иван Попов (Заслужил деятел на техниката)
- Йордан Гюлемезов (Заслужил полиграфист)
- Антон Митров (Заслужил треньор)
- Асен Юлиянов (Заслужил строител)
- Ангел Бонев (Заслужил деятел на търговията)
- Елена Тренчева-Иванова (Заслужил архитект)
- Паша Христова (Заслужил артист) (посмъртно)
- Любен Гаджев (Заслужил треньор)

## Описание
Знакът на почетното звание има форма на правилен кръг с диаметър 26 мм, изработен от сребристо-бял метал. В медальон в средата на знакът е изобразен факел, околовръст са две лаврови клончета, а отгоре – миниатюрна петолъчка. В основата е изписано наименованието на почетното звание / ЗАСЛУЖИЛ /. Отличието се носи на петоъгълен носач, върху който с емайл е нанесен националният трикольор.